# Serdar Aziz
Serdar Aziz (* 23. Oktober 1990 in Bursa) ist ein türkischer Fußballspieler. Er steht seit Januar 2019 bei Fenerbahçe Istanbul unter Vertrag.

## Karriere

### Jugendmannschaft bei Bursaspor
Aziz begann mit dem Vereinsfußball in der Jugend von Bursaspor. In der Saison 2006/07 erkannte der damalige Trainer der Profi-Mannschaft, Raşit Çetiner, sein Talent und sorgt dafür, dass Aziz ein Profi-Vertrag erhielt. Neben seiner Tätigkeit in der Reservemannschaft wurde ihm ermöglicht am Training des Profi-Teams teilzunehmen.

### Bursa Merinosspor
Um ihm Spielpraxis in einer höheren Liga zu ermöglichen, wurde er 2007 an den Drittligisten Bursa Merinosspor ausgeliehen. Hier gab er sein Profidebüt und kam auf insgesamt elf Ligaeinsätze.

### Bursaspor
Zur Saison 2008/09 kehrte Aziz zu Bursaspor zurück und spielte hier hauptsächlich für die Reservemannschaft. Daneben wurde er auch im Profi-Team eingesetzt und machte so sechs Süper-Lig-Spiele. Sein Debüt für das Profi-Team gab er dabei am 25. Oktober 2008 gegen Fenerbahçe Istanbul. In der Spielzeit 2009/10 verzichtete man im Profi-Team vollkommen auf Aziz und ließ ihn ausschließlich für das Reserveteam spielen. Weil er für das Profi-Team spielberechtigt war, wurde er als Spieler des Kaders genannt, dass zum ersten Mal in der Vereinsgeschichte die türkische Fußballmeisterschaft gewann. In der Saison 2010/11 wurde er wieder ins Profi-Team berufen. Gegen Ende der ersten Hälfte der Saison gelang ihm der Durchbruch in der ersten Mannschaft. Seitdem hat er einen Stammplatz und gehört zu den Führungsspielern.

### Galatasaray Istanbul
Am 22. Juni 2016 unterschrieb Aziz bei Galatasaray Istanbul einen Vierjahresvertrag. Die Ablösesumme betrug 4,5 Mio. Euro. In seinem ersten Jahr für Galatasaray kam Aziz zu fünf Ligaspielen. In der darauffolgenden Saison 2017/18, änderte sich die Situation für ihn. Er spielte 27 Ligapartien und erzielte dabei ein Tor.
Sein erstes Tor für Galatasarsay erzielte der Innenverteidiger, am 23. Spieltag, gegen seinen früheren Klub Bursaspor. Am Ende der Saison 2017/18 feierte Aziz seinen zweiten Meistertitel. Am 30. Januar 2019 wurde sein Vertrag bei Galatasaray aufgelöst.

### Fenerbahçe Istanbul
Serdar Aziz wechselte im Januar 2019 ablösefrei zu Fenerbahçe Istanbul.

### Nationalmannschaft
Aziz durchlief von der türkischen U-16- bis zur U-21-Auswahl alle Nachwuchsnationalmannschaften seines Landes. Ab 2013 wurde Aziz auch für die türkische Nationalmannschaft nominiert. Am 16. November 2014 gab er in der EM2016-Qualifikationsbegegnung gegen die Kasachische Nationalmannschaft sein A-Länderspieldebüt. In dieser Begegnung erzielte er auch sein erstes A-Länderspieltor.

## Persönliches Leben
Serdar Aziz ist seit Mai 2014 mit Tuğçe Türk verheiratet.

## Erfolge
Mit Bursaspor
- Türkischer Meister: 2009/10
- Tabellendritter der Süper Lig: 2010/11
- Tabellenvierter der Süper Lig: 2012/13
- Türkischer Pokalfinalist: 2011/12, 2014/15

Mit Galatasaray Istanbul
- Türkischer Fußball-Supercup: 2016
- Türkischer Meister: 2017/18